# Jean-Pierre Améris
Jean-Pierre Améris (Lione, 26 luglio 1961) è un regista e sceneggiatore francese.
La sua pellicola  Poids léger è stata proiettata alla sezione Un Certain Regard al Festival di Cannes 2004.

## Filmografia

### Regista
- Interim (1988) - cortometraggio
- Le Bateau de mariage (1994)
- Les Aveux de l'innocent (1996)
- Mauvaises Fréquentations (1999)
- C'est la vie (2001)
- Poids léger (2004)
- Je m'appelle Élisabeth (2006)
- Emotivi anonimi (Les Émotifs anonymes) (2010)
- L'uomo che ride (L'Homme qui rit) (2012)
- Marie Heurtin - Dal buio alla luce (Marie Heurtin) (2014)
- Una famiglia in affitto (Une famille à louer) (2015)
- Je vais mieux (2017)
- Profession du père (2020)

## Riconoscimenti
- 1988 – Festival international du court métrage de Clermont-Ferrand
  - Grand Prix Compétition nationale a Interim
- 2012 – Premio Magritte
  - Premio Magritte per il miglior film straniero in coproduzione per Emotivi anonimi (Les émotifs anonymes)